# مطار عبري
مطار عبري (إيكاو: OOII) هو مطار يخدم مدينة عبري في سلطنة عمان. يقع المدرج في الصحراء على بعد 4 كيلومترات (2 ميل) جنوب غرب عبري.
تقع منارة الراديو فهود (المعرفة: FHD) على بعد 50.3 ميلاً بحريًا (93 كم) جنوب المطار.

## روابط خارجية
- تاريخ الحوادث لـ (OOII) على شبكة سلامة الطيران.